# Огарёво-Почковский сельский округ
Огарёво-По́чковский се́льский о́круг — упразднённая административно-территориальная единица, существовавшая на территории Сасовского района Рязанской области до 2004 г.
Административный центр — село Огарёво-Почково.

## История
Законом Рязанской области от 07.10.2004 № 96-ОЗ на территории четырёх сельских округов — Огарёво-Почковского, Глядковского, Темгеневского и Устьевского — было образовано одно муниципальное образование — Глядковское сельское поселение. Административный центр Огарёво-Почково утратил свои полномочия. Управление было перенесено в село Глядково.

## Административное устройство
В состав Огарёво-Почковского сельского округа входили 4 населённых пункта:
1. с. Огарёво-Почково — административный центр
2. с. Безводные Прудищи
3. с. Нащи
4. д. Огарёвские Выселки.